# Bombardement du 21 avril 1944
Seconde Guerre mondiale
Le bombardement du 21 avril 1944 est une opération militaire des Alliés de la Seconde Guerre mondiale, dans le nord de Paris et le sud de la Plaine Saint-Denis.

## Contexte
Le bombardement du 21 avril 1944 est une opération militaire des Alliés conduite dans le nord de Paris et le sud de la Plaine Saint-Denis. En prévision du débarquement de Normandie les Alliés souhaitaient limiter la capacité de déplacement des troupes allemandes en bombardant les nœuds ferroviaires. Peu après le bombardement de la gare de triage de Noisy-le-Sec dans la nuit du 18 au 19 avril 1944 (464 morts et 370 blessés), la gare de triage de La Chapelle était donc une cible stratégique. La radio anglaise avertit par radio la Résistance par le message : « La Chapelle au clair de lune ».

## Déroulement
La mission prévoit que l’attaque s’effectue en deux phases à une heure d’intervalle avec un jalonnement précis de la cible.  Le bombardement dura près de deux heures. Il se déroula en deux phases : la première du dépôt de La Chapelle (à l'angle de la rue des Poissonniers et de la rue Ordener, près du métro Torcy (actuellement Marx-Dormoy) et de la gare de Pont-Marcadet) à la rue du Docteur-Heulin ; la deuxième, de la rue du Docteur-Heulin au pont de Soissons. Dans les deux premières minutes, le bombardement est d’une haute précision ; mais à cause de la fumée, la visibilité baisse par la suite et les bombes tombent dans des zones habitées.
247 Avro Lancaster et 22 de Havilland DH.98 Mosquito du 627e squadron, équipés de bandes d’aluminium pour tromper les radars allemands.
2 000 bombes furent larguées, faisant 641 morts (dont 218 de la Plaine Saint-Denis), dont une centaine sur un terrain vague impasse Marteau, plus 377 blessés. La gare de La Chapelle-Saint-Denis est lourdement atteinte, ainsi que le dépôt de La Plaine et le cimetière parisien de Saint-Ouen. 
Sur les 2000 bombes larguées, la plupart l'ont été à basse altitude avec une bonne précision, celles des bombardiers américains opérant à haute altitude ayant été moins précises : de ce fait, seules 200 bombes ont manqué leurs objectifs et frappé la population civile.
De nombreux immeubles avenue du Président-Wilson, rue du Landy et rue du Bailly sont détruits. La résistance parisienne, alertée par les Alliés, s'est efforcée de secourir les habitants, telles les résistantes Suzanne Leclézio et Yvonne Ziegler qui se sont illustrées dans l'aide aux victimes lors de cet épisode de la Seconde Guerre mondiale.
Voici ce que l'on peut lire sur ce bombardement dans la presse de l'époque :

« Le 20 avril 1944, l'aviation alliée, pour paralyser le trafic allemand à la gare des marchandises de la Chapelle, dans les ateliers du chemin de fer du Nord et dans les vastes chantiers de la STCRP, dut effectuer, de 23 h 30 à 2 h du matin, un des plus violents bombardements que Paris eut à subir. La rue des Poissonniers n'est plus à son extrémité qu'un chemin défoncé. Sur le seul parcours de notre rue et dans les petites rues adjacentes, il y eut 150 morts, 500 blessés et plus de 2 000 sinistrés. Dans l'ensemble du dix-huitième arrondissement, le bureau compétent nous a signalé 15 000 personnes sinistrées. »

Le 25 avril 1944, la mairie collaborationniste de Saint-Denis organise un hommage aux victimes à la basilique Saint-Denis.
Dans sa revue Le Vieux Montmartre, la Société d'histoire et d'archéologie des IXe et XVIIIe arrondissements a publié en 2004 le témoignage d'un riverain de la butte Montmartre qui raconte les destructions liées au bombardement.

## Postérité

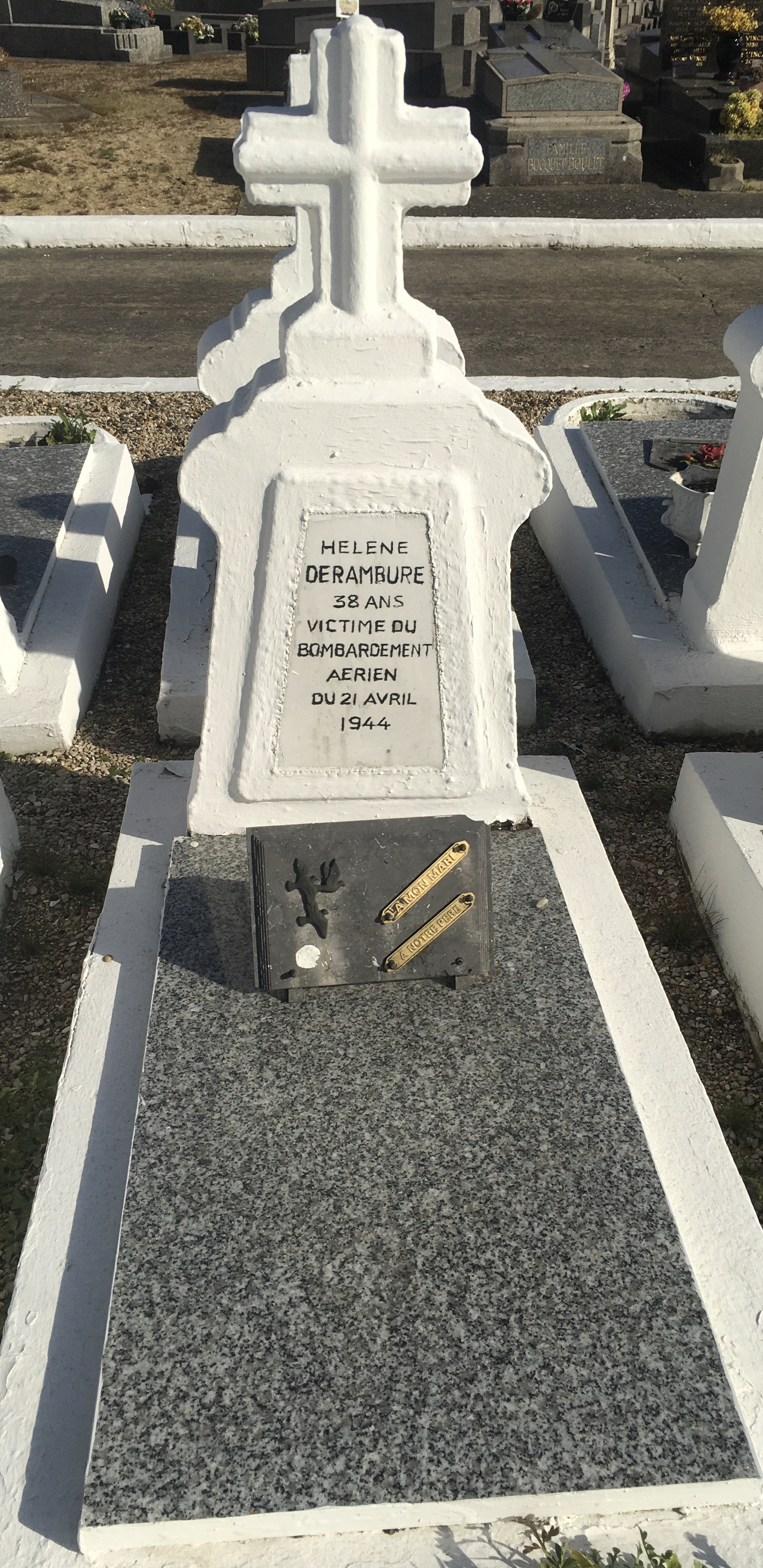
Tombe d'une victime au carré militaire du cimetière de La Courneuve.

Une place surplombant la partie couverte de l'autoroute A1 avenue du président-Wilson à Saint-Denis est nommée « place du 21-Avril-1944 ». Une plaque y est apposée en 2010 en souvenir des victimes du bombardement.
Une autre plaque se trouve face à l'impasse Marteau sur le territoire parisien sur la bretelle de sortie du boulevard périphérique.
Un square situé dans le quartier Chapelle International (18e arrondissement de Paris) porte le nom de « square du 21-Avril-1944 ».
Une plaque du souvenir existe dans l'église Sainte-Geneviève-de-la-Plaine. 
Les victimes sont inhumées dans des cimetières parisiens, au cimetière de Saint-Denis, au cimetière municipal de Saint-Ouen et d'autres lieux. Une tombe collective regroupe des corps non identifiables au cimetière parisien de La Chapelle.